# Meclemburgo (Repubblica Democratica Tedesca)
Il Meclemburgo era un Land della Repubblica Democratica Tedesca, esistito dal 1946 al 1952.

## Storia
Fu creato il 9 luglio 1945 dall'Amministrazione Militare Sovietica sui territori che corrispondono ampiamente all'attuale Stato tedesco del Meclemburgo-Pomerania Anteriore. Era costituito dal Meclemburgo istituito nel 1934 (fusione degli Stati liberi di Meclemburgo-Schwerin e Meclemburgo-Strelitz) e parti delle ex province prussiane di Pomerania (fino alla linea Oder-Neisse) e Hannover. La città di Swinemünde (ora Świnoujście) fu ceduta alla Polonia nell'ottobre 1945, diventando parte del voivodato di Stettino. Confrontato con le divisioni amministrative della Germania nazista, il Meclemburgo comprendeva il Gau Mecklenburg e parti del Gau Pommern e del Gau Ost-Hannover.
Dal 1947, anno in cui fu adottata una costituzione, il termine Vorpommern fu escluso dal nome ufficiale perché l'Amministrazione Militare Sovietica temeva che ciò avrebbe supportato azioni revisioniste contro le zone precedentemente tedesche della Polonia (in particolare la Pomerania Orientale).
Il Land fu sciolto il 25 luglio 1952. Il nuovo Stato, ribattezzato ufficialmente Meclemburgo-Pomerania Anteriore, fu formato dai distretti di Neubrandenburg, Rostock e Schwerin senza i circondari di Perleberg, Prenzlau e Templin.

## Popolazione e suddivisione amministrativa
Si stima che nel 1946 la popolazione ammontasse a circa 2.100.000 abitanti.
Il Meclemburgo comprendeva 6 circondari urbani (Stadtkreise) e 29 circondari rurali (Landkreise) che continuarono ad esistere anche dal 25 luglio 1952 al 3 ottobre 1990, quando con la riunificazione tedesca il Land venne suddiviso nei tre distretti sopra specificati.
Circondari urbani
- Greifswald
- Neubrandenburg
- Rostock
- Schwerin
- Stralsund
- Wismar

Circondari rurali
- Altentreptow
- Anklam
- Bad Doberan
- Bützow
- Demmin
- Gadebusch
- Greifswald
- Grevesmühlen
- Grimmen
- Güstrow
- Hagenow
- Ludwigslust
- Lübz
- Malchin
- Neustrelitz
- Parchim
- Pasewalk
- Perleberg
- Prenzlau
- Ribnitz-Damgarten
- Röbel/Müritz
- Rügen
- Sternberg
- Stralsund
- Teterow
- Templin
- Ueckermünde
- Waren
- Wolgast